# Strawberry Milk
Strawberry Milk è il primo EP pubblicato dal gruppo musicale R&B statunitense Danity Kane. È stato il primo EP mai pubblicato dal gruppo, nonché il primo EP pubblicato a seguito della seconda reunion del gruppo e il primo materiale pubblicato dal gruppo come duo.

## Produzione
L'EP pubblicato sotto il nome del gruppo è stato anche promosso come Aubrey X Dawn. I fans hanno notato la mancanza di Shannon Bex da questi ultimi progetti e durante una diretta su Instagram O'Day ha dichiarato che "Bex è focalizzata sulla costruzione della sua azienda Vooks", aggiungendo che "le Danity Kane sono molto più che cinque ragazze, possono essere una, due, cinque ragazze. Sono una voce per le donne e che al momento siamo in due e chissà cosa ci attende in futuro. Le cose possono cambiare, le cose si possono muovere in direzioni diverse. Tutti sono sempre ben accetti a tornare".

## Singoli
Entrambe le tracce contenute nell'EP, Fly e Boy Down vengono pubblicati come singoli il 5 marzo 2020. Nessuno dei singoli è stato seguito da un video musicale.

## Tracce
1. Fly – 2:19 (testo: Aubrey O'Day, Dawn Richard – musica: De'Jour Thomas)
2. Boy Down – 1:59 (testo: Aubrey O'Day, Dawn Richard – musica: De'Jour Thomas)